# Willy Fries (Maler, 1881)

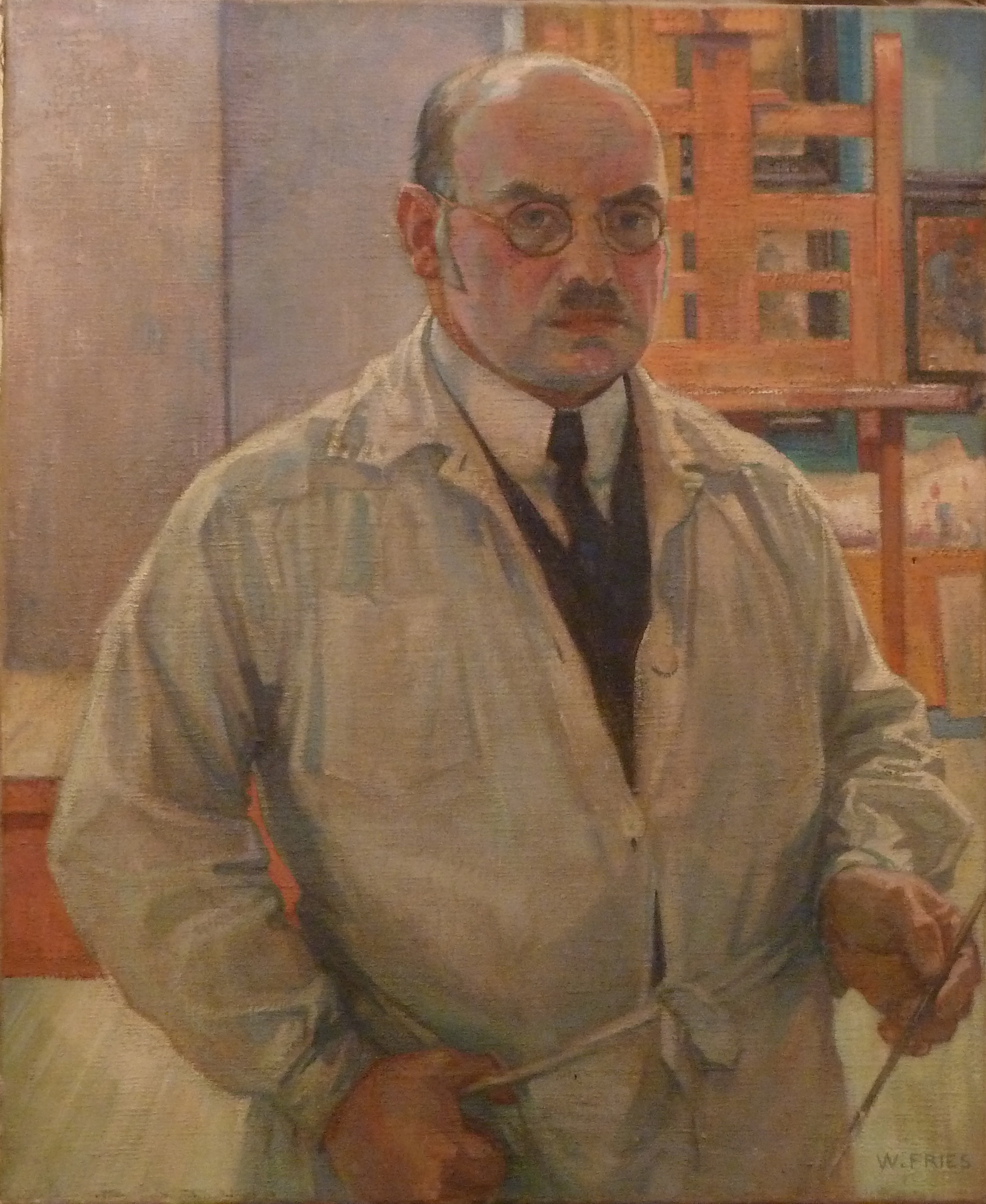
Selbstbildnis Willy Fries’, 1925

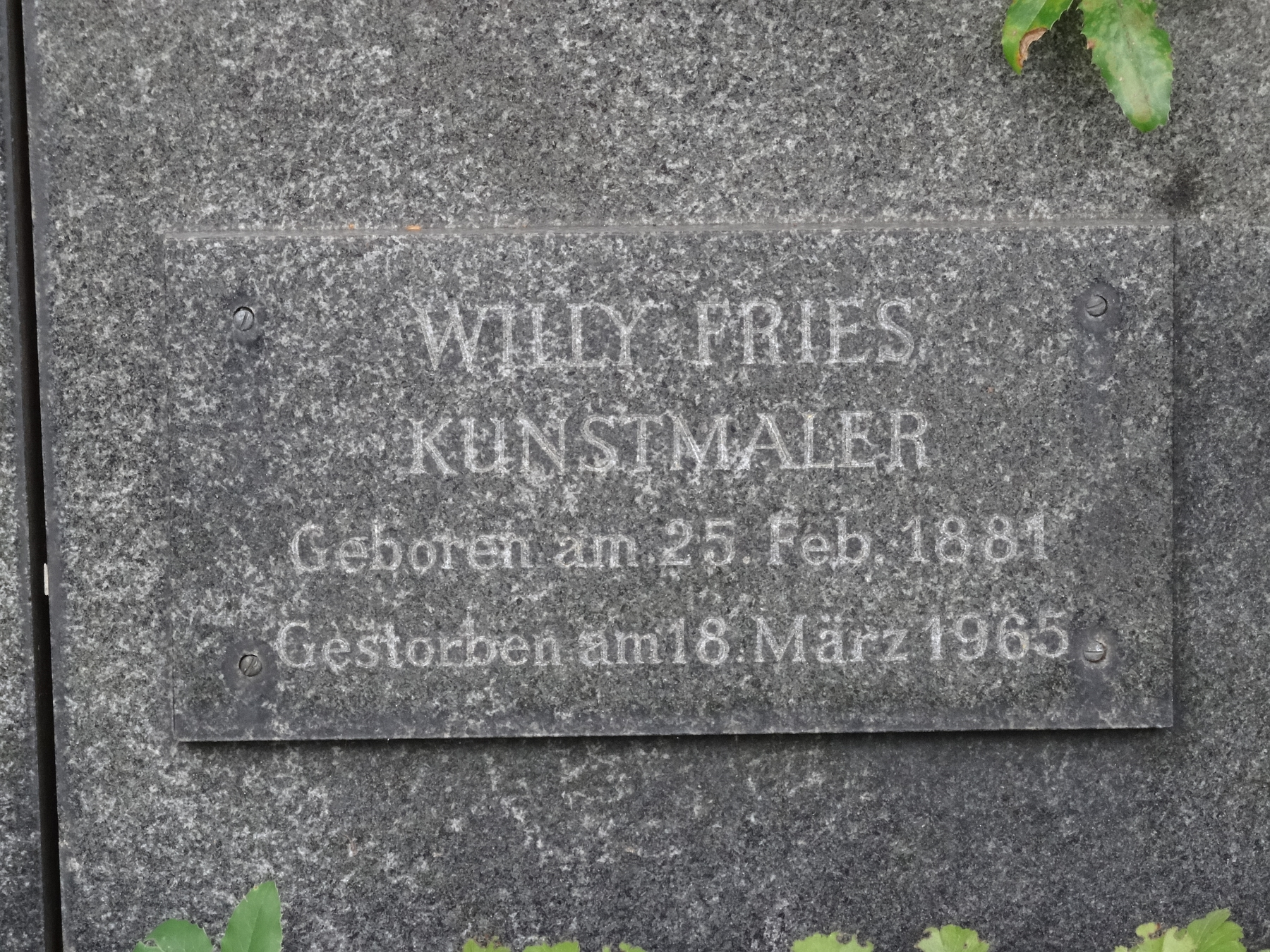
Grab, Friedhof Enzenbühl in Zürich.

Willy Fries (* 25. Februar 1881 in Zürich; † 18. März 1965 ebenda) war ein Schweizer Maler und Kunstlehrer. Er gilt als der wichtigste Zürcher Maler der Zwischenkriegszeit.

## Leben
Willy Fries war ein Sohn von Anna Fries geb. Löwenthal (1860–1944) und Philipp Fries (1852–1926), Musikalienhändler in Zürich; Enkel des Philipp Joseph Fries (1815–1890) und der Elisabeth geb. Waser (1814–1888); Philipp Joseph Fries ist in Zürich um 1844 als vielseitiger Musiker aus Eltmann bei Bamberg (Bayern) zugewandert. 1917 heiratete Willy Fries Katharina Righini (1894–1973), die einzige Tochter des Malers Sigismund Righini  und der Constance Macpherson. Einzige Tochter von Willy und Katharina Fries war die Kunstmalerin Hanny Fries (1918–2009).

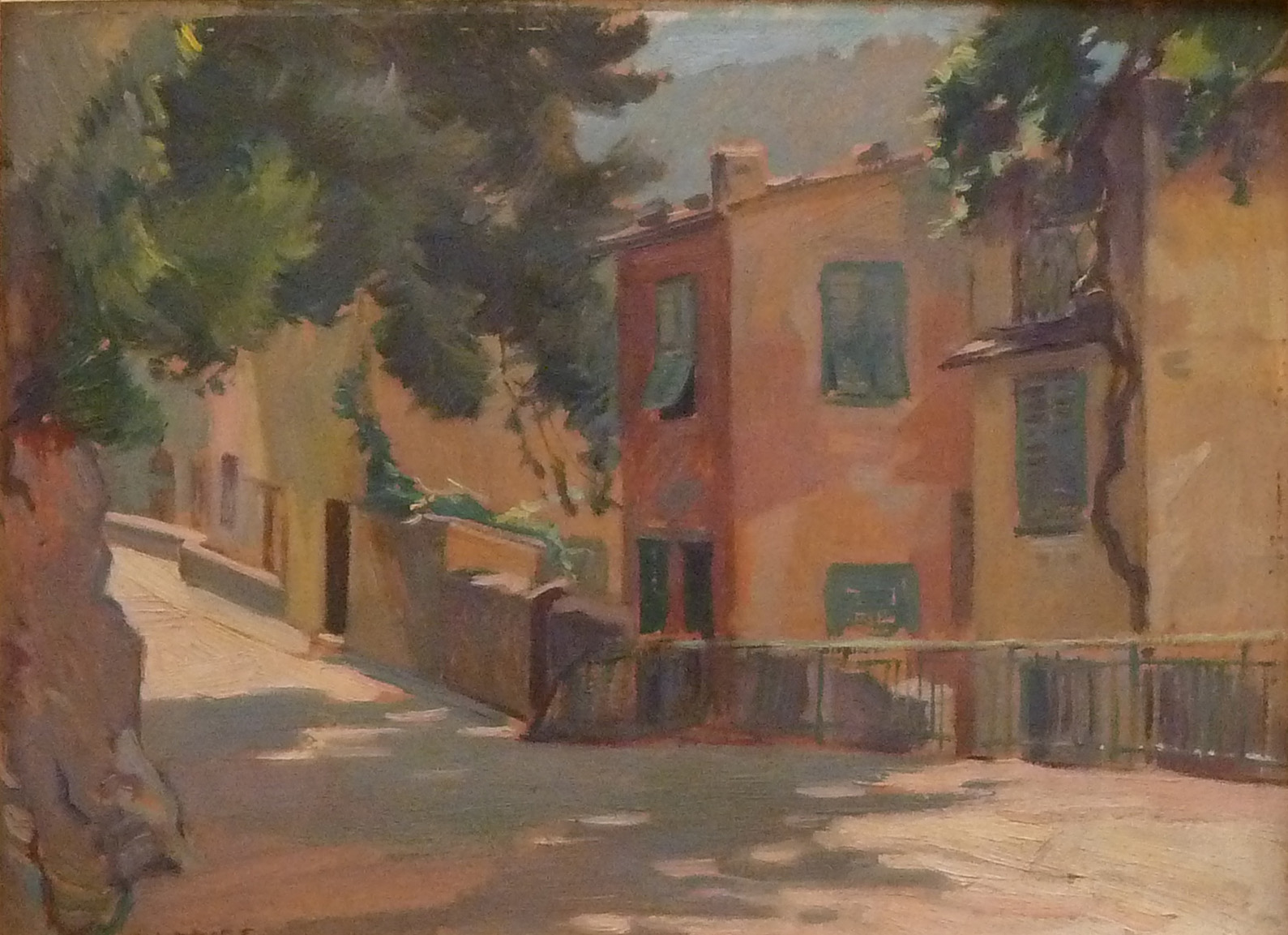
Bei Portofino, um 1920

Nach dem Schulbesuch und der Kunstgewerbeschule in Zürich bei Albert Freytag (1851–1927) studierte Fries 1899 an der Kunstakademie München bei Nikolaus Gysis (1842–1901) und Ludwig von Loefftz (1845–1910). Bald bekam er Porträt-Aufträge und stellte 1902 zum ersten Mal aus. Auf Studienreisen kopierte er oft im Auftrag von Dritten berühmte Gemälde, unter anderem in Holland und Spanien. 1908 liess er sich in Zürich nieder, wo er eine Kunstschule gründete, in der er bis 1939 Privatunterricht für Zeichnen und Malen erteilte.  1921 machte er in Ascona Bekanntschaft mit Marianne von Werefkin und Alexej Jawlensky. Seit 1927 war er aktives Mitglied der Schlaraffia Turicensis.
1938 zog er von der Schanzeneggstraße mit seiner Familie an die Klosbachstraße 150 und übernahm das Atelier seines Schwiegervaters Righini. Ihm besorgte Fries eine Nachlass-Ausstellung im Kunsthaus Zürich und in Basel. Nach seinem 80. Geburtstag wurde er kränklich, er starb 1965. Seine letzte Ruhestätte fand er auf dem Friedhof Enzenbühl in Zürich.

### Öffentliche Ämter, Mitgliedschaften
Fries wurde 1908 Mitglied der Gesellschaft schweizerischer Maler, Bildhauer und Architekten (GSMBA), wirkte seit 1927 in deren Vorstand, 1937–1944 als Präsident der Sektion Zürich, war 1949–1958 Delegierter an die Jahresversammlung des Zentralkomitees, 1956 Ehrenmitglied.
Er war Mitglied der Zürcher Kunstgesellschaft (in deren Vorstand ab 1912) und 1914 der Künstlervereinigung Zürich. Als Nachfolger nach dem Tod seines Schwiegervaters Sigismund Righini begutachtete er von 1937 bis 1946 im Auftrag des schweizerischen Bundesrates den Import von Kunstgütern in die Schweiz.
In weiteren Ehrenämtern war er Mitglied der städtischen Promenadenkommission bis 1946, Experte der Schweizer Winterhilfe bis 1946, Organisator der Kunstausstellung zur Feier «1000 Jahre Hottingen» 1946; 1938–1959 Vizepräsident der Unterstützungs- und Krankenkasse für schweizerische bildende Künstler.
1960 wurde er Ehrenmitglied der Gesellschaft Schweizer Malerinnen, Bildhauerinnen und Kunstgewerblerinnen (GSMBK), 1962 Ehrenmitglied der Henry-Dunant-Gesellschaft  Zürich.

## Werke

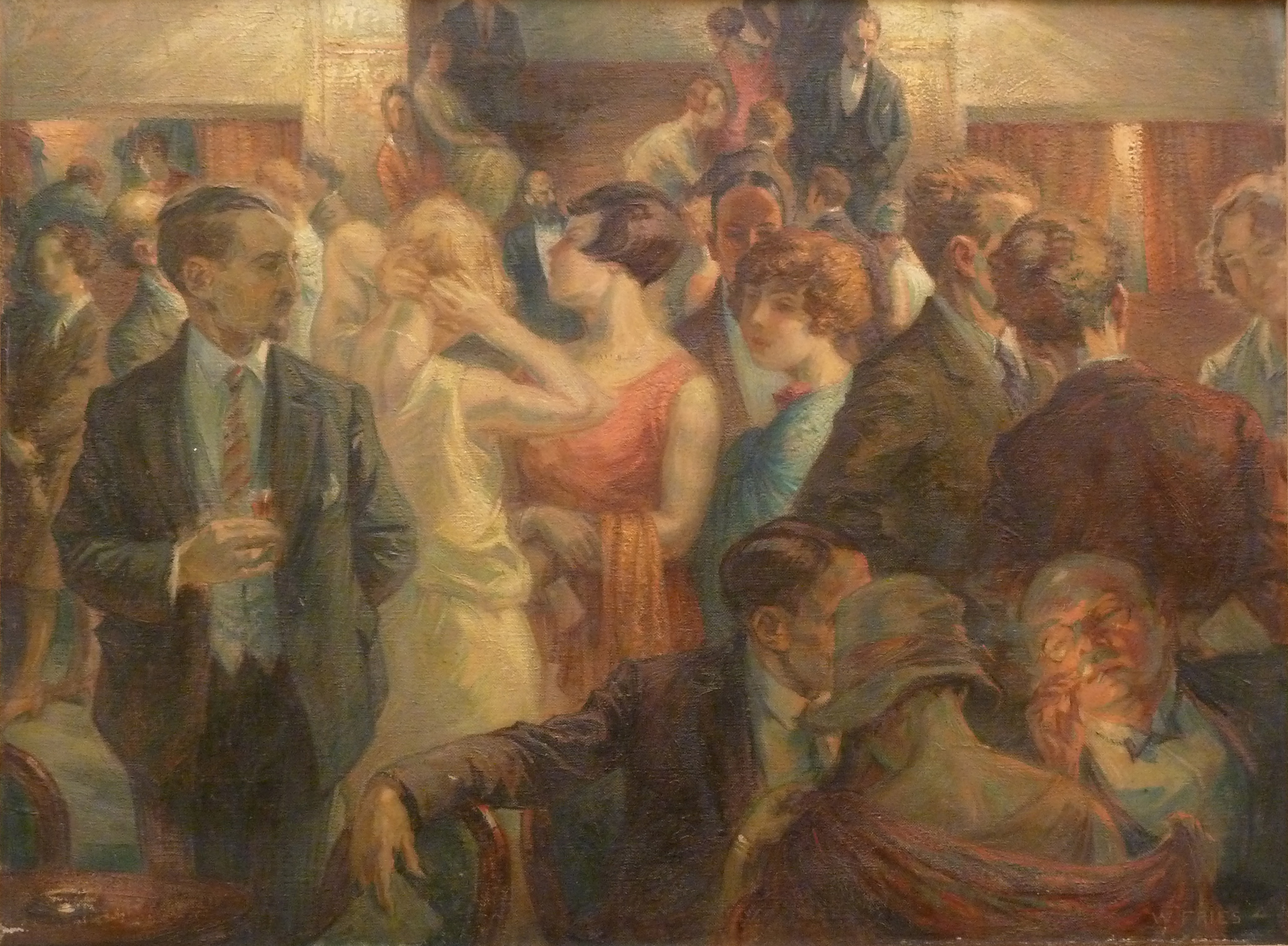
Tanzcafé, um 1920

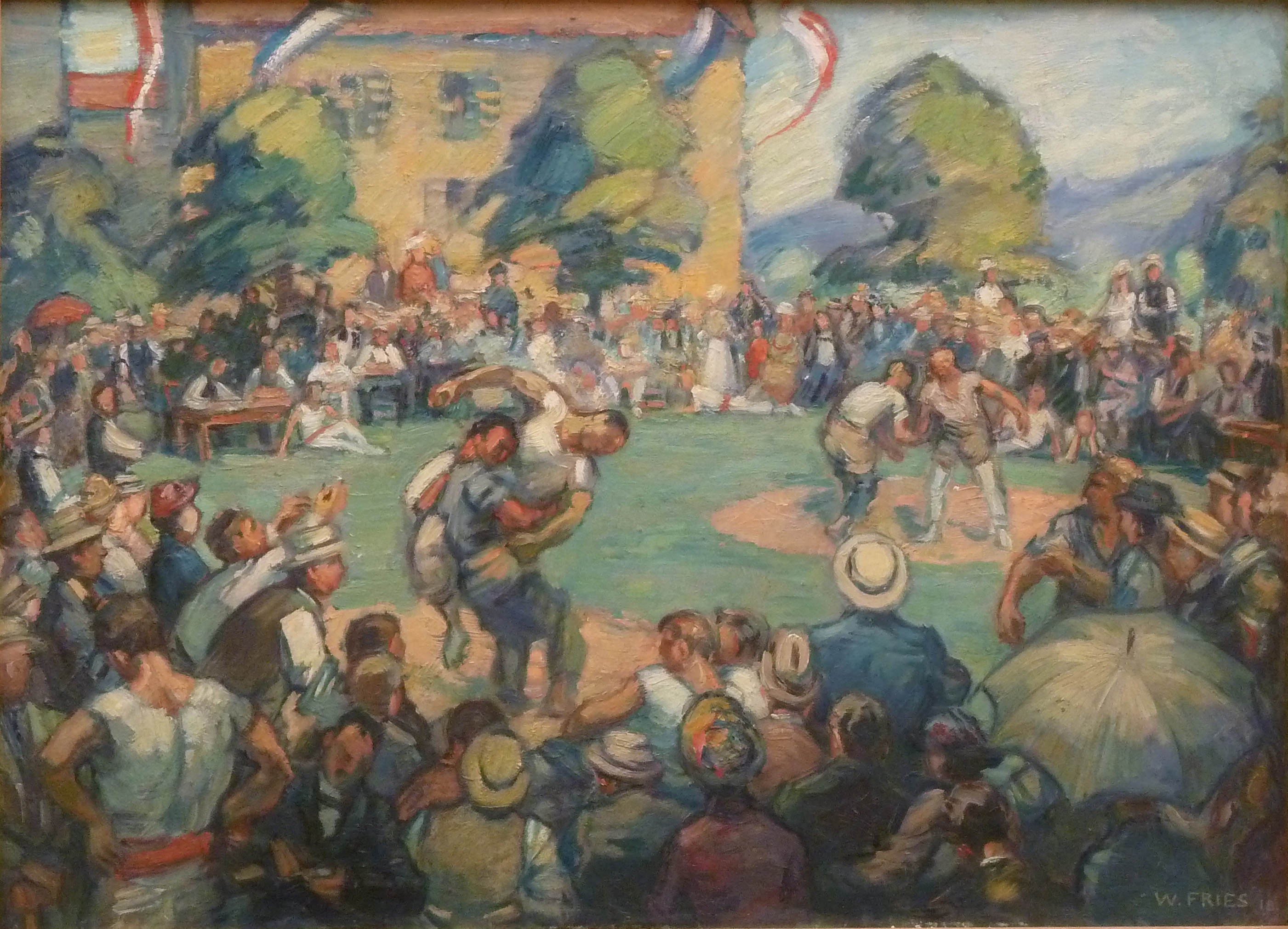
Schwingfest, 1918

Willy Fries ist bekannt für seine in München geschulte Porträtkunst. In Zürich erhielt er viele Aufträge von Privaten, aber auch öffentliche; so porträtierte er 1922 den Zürcher Stadtpräsidenten Robert Billeter. Im Laufe seines Lebens malte er nach eigenen Angaben 270 Porträts. Auf jährlichen Reisen im In- und Ausland war er malerisch tätig, so 1910 im Berner Oberland, 1912, 1920, 1925 und 1933 in Italien. Seine Motive fand er auch an gesellschaftlichen und sportlichen Veranstaltungen.

## Ausstellungen

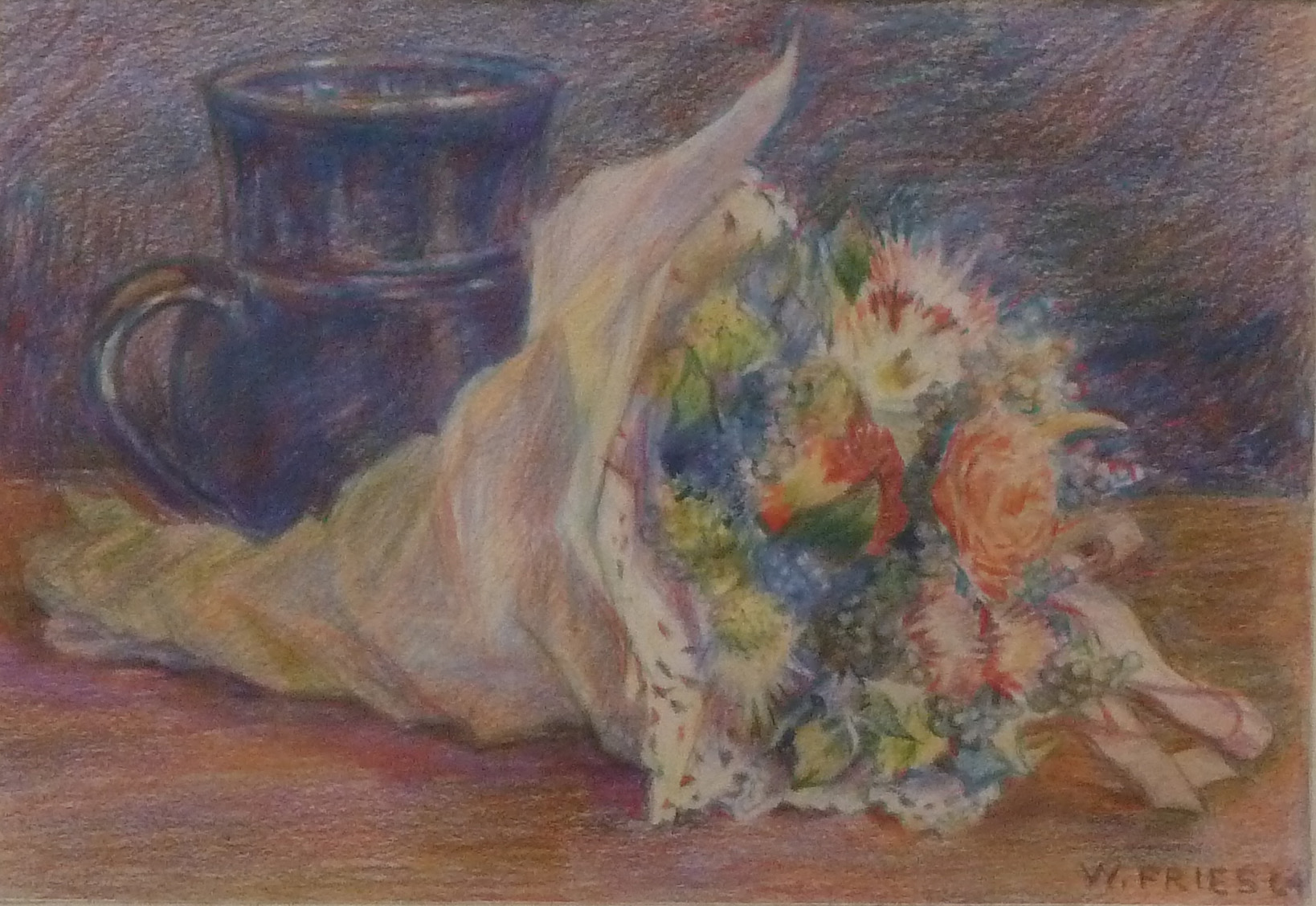
Blumenstrauss, eingehüllt, 1964

Nach Teilnahme an vielen Gruppenausstellungen zeigte er 1934 in seinem Atelier 200 seiner Werke, wovon er 20 verkaufte. Während der Schweizerischen Landesausstellung 1939 wurden im Kunsthaus Zürich zwei Werke und weitere vier im Atelier Rudolf Kollers ausgestellt, an der Jubiläumsausstellung zum 70. Geburtstag 1951 im Kunsthaus Zürich 89 Werke (zwei Ankäufe der Stadt Zürich und viele private).
Im Jahre 2015 fand Aus dem Schatten, der Zürcher Maler Willy Fries (1881–1965) vom 31. Oktober bis 19. Dezember 2015 im Atelier Righini Fries an seinem früheren Wohnsitz statt, 2017 daselbst die Ausstellung «Nach München! Das Frühwerk des Malers Willy Fries», 29. April bis 8. Juli 2017.

## Schriften
- Erinnerungen an Spanien und Marokko. In: Neue Zürcher Zeitung, Nrn. 160, 167, 174, 181, 188, 195, 11. Juni – 16. Juli 1911 (Bericht über seine Studienreise 1906).
- Architekt Wilhelm Waser Zürich 1811–1866. Orell Füssli, Zürich/Leipzig [1933], 183 S., ill.
- Dekorationsmaler Johannes Witt; in: Zürcher Monats-Chronik, Jg. 5, Nr. 10, 1936, S. 217–219.
- S. Righini 1870–1937, Ausstellung 18.12.1938 – 22.1.1939. Text von Willy Fries. Kunsthaus Zürich, Zürich 1938, 28 S.
- Sigismund Righini, 1870–1937. Zürich 1938 (Neujahrsblatt der Zürcher Kunstgesellschaft 1939).
- Sigismund Righini, 1870–1937 : Ausstellung. Kunsthaus Zürich, Zürich 1962.
- Ein Zürcher Musiker unter Richard Wagner. in: Neue Zürcher Zeitung, Nr. 1432, 20. Juni 1953, Seiten a10–a11 (über seinen Großvater Philipp Joseph Fries, Oboist, Kapellmeister und Musikalienhändler, 1815–1890).

Willy Fries schrieb mehrere Stücke in Zürcher Mundart für Laientheater, die seiner Zeit grossen Erfolg hatten (unpubliziert):
- Mis Vatters Läbesgschicht, aufgeführt 1917.
- Em Künschtler si Rettig, eine sehr ernsthafte Komödie, aufgeführt 1919 und 1920.
- Olümpiade, aufgeführt 1928.